# Juan Campisteguy
Juan Campisteguy Oxcoby (Montevideo, 7 de septiembre de 1859 - Montevideo, 4 de septiembre de 1937) fue un militar, abogado y político uruguayo. Ejerció como presidente de Uruguay desde el 1 de marzo de 1927 hasta el 1 de marzo de 1931.

## Biografía
Hijo de un combatiente vasco de la Defensa de Montevideo natural de Donibane-Garazi, inició la carrera militar participando en el Batallón 3.º de Cazadores con 15 años al mando de Máximo Tajes. Participó en la Revolución del Quebracho, que terminó el 31 de mayo de 1886. Su madre, Magdalena Oxcoby, era vasca natural de Baigorri.
En 1886 egresó de la Universidad como abogado con la tesis Breves consideraciones sobre nacionalidad y ciudadanía. Fundó con José Batlle y Ordóñez el diario El Día, donde escribió artículos y crónicas de época.
Fue elegido diputado por Río Negro en 1891 y luego en varias oportunidades por otros departamentos. En 1897 fue Ministro de Hacienda con Juan Lindolfo Cuestas, y reingresó en el Ejército con grado de teniente coronel. Ministro de Gobierno con José Batlle y Ordóñez entre 1903 y 1904, dimitió por desacuerdos con este, transformándose en un opositor a la política batllista.
Senador desde 1905, constituyente en 1917 (anticolegialista) y miembro del Consejo Nacional de Administración en 1921. En las elecciones de 1926 fue elegido Presidente de la República. Presidió la Asamblea Constituyente que elaboró la Constitución de 1934.

## Presidencia de la República
Ideológicamente, Campisteguy llegó a identificarse en el momento de su presidencia con el riverismo; una tendencia conservadora del Partido Colorado. A pesar de su conservadurismo, no obstante, se llevaron a cabo una serie de reformas positivas durante su presidencia. En 1927, una ley fue aprobada por el Consejo Nacional de Administración de Uruguay que disponía un salario mínimo para los empleados en obras públicas.
En 1929, destinó fondos para la construcción de un hospital y dos sanatorios para el tratamiento de la tuberculosis. También se promulgó una ley que establecía el domingo como día de descanso obligatorio para funcionarios y propietarios de peluquerías y barberías. Mediante una ley del 25 de junio de 1930, se extendió a más personas el salario mínimo establecido el 18 de noviembre de 1926 para los trabajadores portuarios. También se extendieron a más personas las prestaciones de jubilación para las mujeres con hijos menores y al menos diez años de servicio.

### Gabinete de gobierno
| Ministerio                     | Nombre                     | Período     |
| ------------------------------ | -------------------------- | ----------- |
| Interior                       | Eugenio Lagarmilla         | 1927 - 1931 |
| Relaciones Exteriores          | Rufino Domínguez           | 1927 - 1931 |
| Hacienda                       | Eduardo Acevedo Álvarez    | 1927        |
| Hacienda                       | Daniel Blanco Acevedo      | 1927 - 1929 |
| Hacienda                       | Ricardo Vecino             | 1929 - 1931 |
| Guerra y Marina                | Estanislao Mendoza y Durán | 1927 - 1929 |
| Guerra y Marina                | Manuel Dubra               | 1929 - 1930 |
| Guerra y Marina                | José María Vidaur          | 1930 - 1931 |
| Justicia e Instrucción Pública | Enrique Rodríguez Fabregat | 1927 - 1929 |
| Justicia e Instrucción Pública | Santín Carlos Rossi        | 1929 - 1931 |
| Obras Públicas                 | Venancio Benavídez         | 1927 - 1931 |
| Industria y Trabajo            | Pablo María Minelli        | 1927        |
| Industria y Trabajo            | Carlos Mandillo            | 1927 - 1931 |

| Predecesor: José Serrato | Presidente de Uruguay 1927-1931 | Sucesor: Gabriel Terra |